# Arcul lui Traian din Benevento
Arcul lui Traian din Benevento este un monument istoric aflat pe fosta Via Appia Traiana, care lega Benevento de Brundisium (azi Brindisi).